# 箱石大
箱石 大（はこいし ひろし、1965年 - ）は、日本の歴史学者。専門は幕末維新政治史。東京大学史料編纂所近世史料部門教授。

## 人物・経歴
岩手県生まれ。1988年國學院大學文学部史学科卒業。1993年國學院大學大学院文学研究科博士課程後期単位取得退学。文学修士。東京大学史料編纂所助手、助教授を経て、2007年准教授。2008年日本歴史学会評議員・編集委員。2020年東京大学史料編纂所教授。専門は幕末維新政治史、幕末維新史料論。

## 編書
- 『戊辰戦争の史料学』勉誠出版 2013年
- 『戊辰戦争の新視点 上　世界・政治』（奈倉哲三, 保谷徹と共編）吉川弘文館 2018年
- 『戊辰戦争の新視点 下　軍事・民衆』（奈倉哲三, 保谷徹と共編）吉川弘文館 2018年